# Knud Dyby
Knud Dyby (geboren 1915 in Randers, Dänemark; gestorben September 2011 in den USA) war ein dänischer Widerstandskämpfer gegen die deutsche Besatzungsmacht im Zweiten Weltkrieg. Er wurde für seine Beteiligung an der Rettung der dänischen Juden als Gerechter unter den Völkern geehrt.

## Leben und Wirken
Knud Dyby wurde 1915 als Sohn eines Druckers in Randers geboren. Nach Abschluss der Schulzeit absolvierte er eine Ausbildung zum Drucker und besuchte zusätzlich eine Abendschule. Er war ein begeisterter Segler, hatte ein eigenes Segelboot und in jungen Jahren über zwanzig Silvercups gewonnen. Mit 20 Jahren wurde er zum Militärdienst nach Kopenhagen eingezogen. Er wurde für das Regiment der Königlichen Leibgarde ausgewählt, die für die Sicherheit des Königs, der königlichen Familie und der königlichen Schlösser verantwortlich war.  In seinem Dienst in Schloss Amalienborg und Schloss Rosenborg traf er mit Christian X. zusammen.
Dyby blieb in Kopenhagen und ging in den Polizeidienst. Während der deutschen Besatzung Dänemarks im Jahr 1940 war er in der Widerstandsbewegung tätig und beteiligte sich an Sabotagen, Spionage und der Produktion von Untergrundzeitungen. 1943 wirkte er an der Flucht der dänischen Juden mit.
Er nutzte seine durch das Segeln entstandenen Kontakte zu Fischern, um die Überfahrt jüdischer Dänen nach Schweden zu organisieren und brachte selbst Gruppen zum Nordhafen (Nordhavn), wo sie von Seeleuten in Empfang genommen oder bis zur Überfahrt in privaten Wohnhäusern untergebracht wurden. Da die dänische Küste von der dänischen Polizei bewacht wurde, konnte er in seiner Funktion als Polizist erfahren, in welche Richtung die Flüchtlingsboote aufbrechen mussten, um deutschen Patrouillen zu entgehen. Er half ebenso bei der Flucht weiterer gefährdeter Personen nach Schweden, die z. B. aufgrund von Sabotage oder journalistischer Tätigkeit von der Verhaftung durch die Gestapo bedroht waren.
Am 19. September 1944 ließen die Besatzer dänische Polizisten festnehmen (Aktion Möwe) und 2.235 Polizisten in die Konzentrationslager Neuengamme und Buchenwald deportieren. Dyby entging der Festnahme. Während sein eigenes Polizeirevier besetzt war, gelang es ihm, aus einem zweiten Gebäude, das die Gestapo nicht abgeriegelt hatte, etwa 400 Ausweispapiere sowie Stempel und weiteres Material zu entwenden. Mit Hilfe eines Taxifahrers gelangte das Material an den dänischen Untergrund. Kopien der mit Hilfe dieser Unterlagen gefälschten Ausweise finden sich im Dänischen Nationalmuseum. Von diesem Zeitpunkt musste Dyby sich in wechselnden Wohnungen versteckt halten, um einer Verhaftung durch die Gestapo zu entgehen.
Nach Kriegsende reiste er auf Einladung, zunächst mit einem Touristenvisum, in die USA. Ein Kongressabgeordneter verschaffte ihm aus Respekt vor seinen Leistungen bei der Rettung der dänischen Juden ein Einwanderungsvisum. Er arbeitete als Typograf in New Jersey, heiratete eine Dänin, die für das dänische Außenministerium tätig war, und zog mit ihr nach San Francisco. Das Paar hatte eine Tochter.
Knud Dyby erhielt zahlreiche Ehrungen, reiste nach Israel, lernte einige der Geretteten kennen und wirkte als Zeitzeuge in Schulen und bei Veranstaltungen. Er gehört zu den Persönlichkeiten, die für die Sammlung Oral History des United States Holocaust Memorial Museum interviewt wurden. Sein Name wurde in die Gedenkstätte Yad Vashem aufgenommen.

## Auszeichnungen
- 1999: Auszeichnung durch das Simon Wiesenthal Center als Gerechter unter den Völkern für seine humanitären Leistung im Zweiten Weltkrieg.[1]